# Vulnerabilidad al cambio climático
La vulnerabilidad al cambio climático (o vulnerabilidad climática) es un tipo de vulnerabilidad social que se ve agravada por los impactos del cambio climático y la ausencia o deficiencia de las medidas de adaptación. El IPCC define a la vulnerabilidad como "propensión o predisposición a ser afectado negativamente. La vulnerabilidad comprende una variedad de conceptos y elementos que incluyen la sensibilidad o susceptibilidad al daño y la falta de capacidad de respuesta y adaptación." El IPCC señala que la vulnerabilidad al cambio climático puede verse agravada por otros factores, como la desigualdad, la pobreza y la falta de acceso a infraestructuras básicas.
Los análisis de vulnerabilidad climática se utilizan para determinar los riesgos que determinados grupos o poblaciones pueden sufrir frente a fenómenos climáticos en un espacio determinado.

## Enfoques teóricos

### Teoría Social del Riesgo
La Teoría Social del Riesgo critica la evaluación del riesgo puramente desde una perspectiva del riesgo de una catástrofe natural determinada, y se concentra en cambio en analizar las desigualdades socioeconómicas que impactan de manera diferenciada frente a los riesgos climáticos. De esta forma, la Teoría Social del Riesgo busca integrar cuatro dimensiones para abordar la vulnerabilidad climática:
- peligrosidad o amenaza: es definida como el peligro potencial o inminente de los fenómenos naturales en el espacio y contexto de una sociedad determinada;
- vulnerabilidad: medida de la exposición de un grupo determinado a la amenaza;
- exposición: el grado en que los bienes materiales o las personas pueden ser afectadas por la amenaza;
- incertidumbre: el grado de conocimiento que se tiene de las tres dimensiones anteriores.

### Definiciones del IPCC
El IPCC comenzó a trabajar con el concepto de vulnerabilidad a partir de su Tercer Informe de Evaluación. El IPCC define a la vulnerabilidad climática como el resultado de la combinación de tres factores:
- la exposición a la variabilidad y a los fenómenos meteorológicos extremos;
- la sensibilidad de los sistemas sociales;
- y la capacidad de adaptación de las sociedades.

## Herramientas

### Índices

#### Monitor de vulnerabilidad climática
El Monitor de vulnerabilidad climática (CVM por sus siglas en inglés) es un informe independiente sobre los efectos del cambio climático en las poblaciones del mundo señalados por paneles de autoridades internacionales clave. La primera edición, El estado de la crisis climática, se publicó en diciembre de 2010 simultáneamente en Londres y Cancún para coincidir con la Conferencia de las Naciones Unidas sobre el Cambio Climático de 2010 (COP16) en esta última ciudad.
Desarrollado por DARA y el Foro de Vulnerabilidad Climática, el CVM pretende servir de herramienta para evaluar la vulnerabilidad mundial a varios efectos del cambio climático en diferentes países.
El informe destila investigaciones punteras para una explicación más clara de cómo y dónde las poblaciones están siendo afectadas por el cambio climático, tanto en la propia fecha del informe como en el próximo futuro (2030), a la vez que señala acciones clave para reducir estos impactos.